# Thecla erthyrozona
Thecla erthyrozona är en fjärilsart som beskrevs av Johannes Karl Max Röber. Thecla erthyrozona ingår i släktet Thecla och familjen juvelvingar. Inga underarter finns listade i Catalogue of Life.